# 1824 год в истории железнодорожного транспорта
1824 год в истории железнодорожного транспорта

## События
- 29 октября — железнодорожная компания по строительству железной дороги Ливерпуль — Манчестер выпустила свой первый проспект.[1]

## Персоны

### Родились
- 9 марта — Леланд Стэнфорд; американский политик, промышленник, предприниматель, член Большой Четвёрки — группы калифорнийских финансистов.
- 14 ноября — Джеймс Митчелл Эшли; президент и основатель железных дорог Анн-Арбор.
- Джон Кук — основатель американского паровозостроительного завода Кук[2].